# Les Vieux (film, 1916)
Pour les articles homonymes, voir Les Vieux.
Pour plus de détails, voir Fiche technique et Distribution.
Les Vieux (Titre original : The Old Folks at Home) est un film muet américain, réalisé par Chester Withey, sorti en 1916.

## Synopsis
Steve, le fils du Sénateur John Coburn, qui est s'acoquiné avec des joueurs, des criminels et des drogués, tue le nouvel amant de sa maîtresse. Le sénateur essaye d'utiliser son influence pour faire acquitter Steve, mais toutes les preuves sont contre lui et le jury se prépare à le déclarer coupable sans trop délibérer. Avant que le verdict ne soit prononcé, la mère de Steve arrive à la cour pour faire un plaidoyer passionné en faveur de son fils. Touchés, les jurés décident d'ignorer les preuves et déclarent Steve non coupable.

## Fiche technique
- Titre original : The Old Folks at Home
- Réalisation : Chester Withey
- Scénario : Chester Withey
- Société de production : The Fine Arts Film Company
- Société de distribution :  Triangle Film Corporation
- Pays de production :  États-Unis
- Langue : anglais
- Format : Noir et blanc — 35 mm — 1,37:1 — Muet
- Genre : Film dramatique
- Durée : 5 bobines
- Date de sortie : 
  - États-Unis : 15 octobre 1916

## Distribution
- Sir Herbert Beerbohm Tree : John Coburn
- Josephine Crowell : Mme Coburn
- Elmer Clifton : Steve Coburn
- Mildred Harris : Marjorie
- Lucille Younge : Lucia Medina
- W.E. Lawrence : Stanley
- Spottiswoode Aitken : le juge